# Basilique Notre-Dame Virga-Jessé de Hasselt
La Basilique Notre-Dame Virga-Jessé est un édifice religieux catholique sis à la rue de la Chapelle, à Hasselt, dans la province du Limbourg, en Belgique. L’église construite en 1727 sur le site d’une très ancienne chapelle attire toujours de nombreux pèlerinages mariaux. Elle fut érigée en basilique mineure en 1998 par le pape Jean-Paul II.

## Histoire
A Hasselt, comme souvent ailleurs, la dévotion mariale remonte dans la nuit des temps... On sait que la dévotion mariale existait déjà au XIIIe siècle. Un document de 1308 témoigne de l’existence d’une confrérie consacrée à Notre-Dame. Une première chapelle aurait été construite dans une coudraie (‘Hazelaarsbos’ en néerlandais, qui aurait donné le nom de ‘Hasselt’).

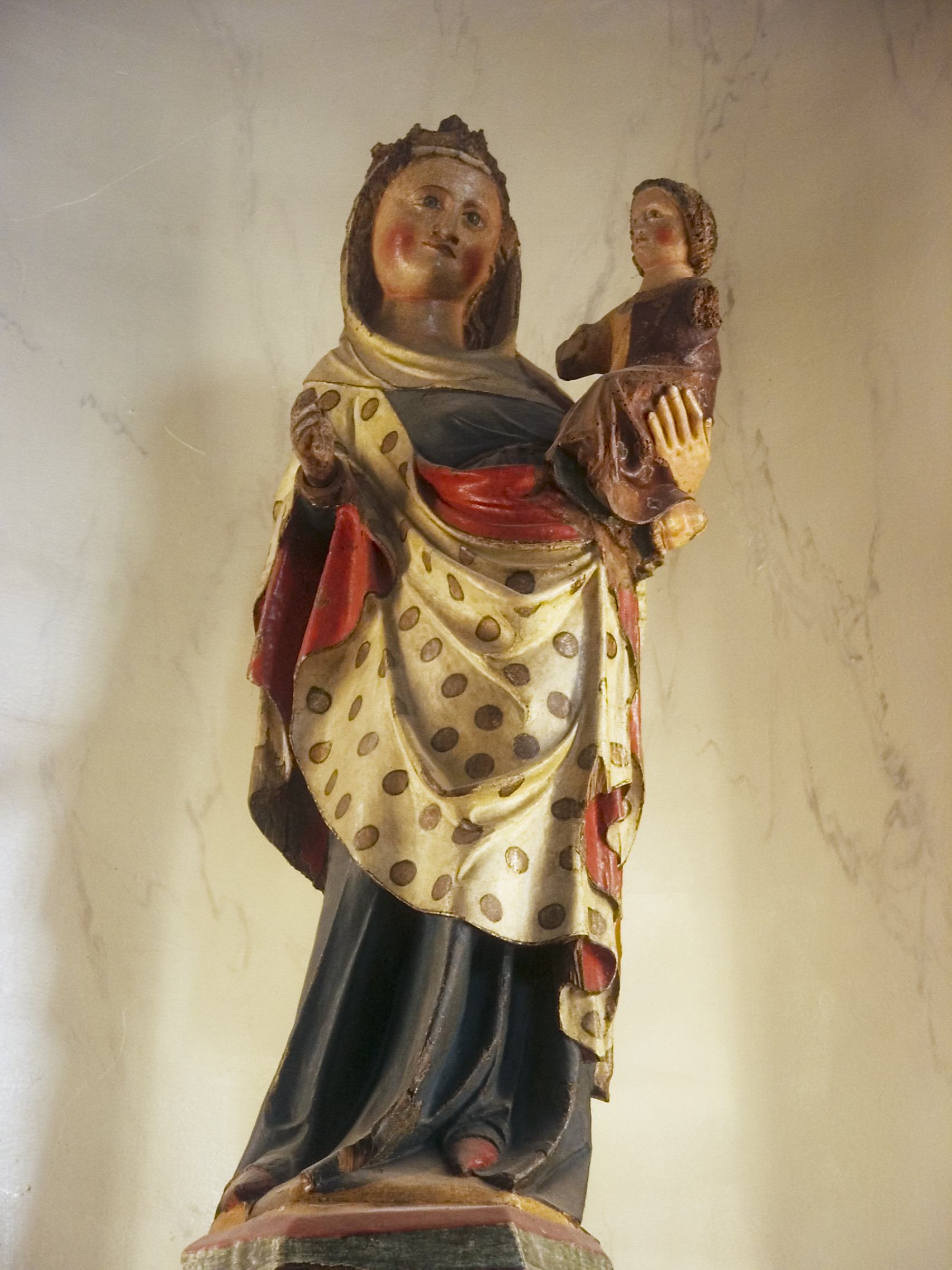
La statue de Notre-Dame Virga-Jessé

En 1334 un membre fortuné de la confrérie construit une chapelle à Notre-Dame, Consacrée par l’évêque de Liège en 1357 la chapelle se trouvait sur un axe routier commercial Bruges-Cologne très fréquenté, ce qui favorisa le développement d’un pèlerinage. Des indulgences sont accordées par les autorités ecclésiastiques  et des rumeurs de ‘guérisons miraculeuses’ s’y étant produites se répandent.
Au XVe siècle des processions mariales ont lieu dans la ville une semaine après la fête de l’Assomption, à la date anniversaire de sa consécration. À partir de la seconde moitié du XVIe siècle les guerres de religion ravagent le pays et mettent fin aux pèlerinages : les documents d’époque ne mentionnent plus de procession à Hasselt. Cela jusqu’en 1645.
Durant la seconde moitié du XVIIe siècle le sanctuaire reprend vie. Le pape Alexandre VII lui accorde des indulgences, et les pèlerins reviennent en masse. La confrérie est très active. C’est à cette époque que la statue de Notre-Dame reçoit le surnom de Virga Jessé (c'est-à-dire: rameau de Jessé).
À partir de 1682 les processions annuelles septennales eurent une plus grande solennité avec des 'supplications' solennelles demandant la protection mariale contre les calamités naturelles ou autres. La statue de Notre-Dame Virga Jessé était portée par quatre prêtres et neuf autels dans différentes localités de la ville étaient lieux de vénération particulière lors de son passage.
En 1727 une église est construite, édifice de style renaissance à nef unique, sur le même site de la chapelle primitive. Elle est achevée en 1731. La Révolution française donne un nouveau coup d’arrêt aux pèlerinages et dévotion. En 1798 un membre de la confrérie cache la statue miraculeuse chez lui. Lorsqu’elle sort de clandestinité, cinq ans plus tard, Notre-Dame Virga Jessé attire de nouveau les pèlerinages, et les processions annuelles et septennales reprennent.
De 1846 à 1899 la charge pastorale de l’église et de ses pèlerins est confiée aux pères franciscains. Le bienheureux Valentin Paquay était l'un d'eux. Le 15 août 1867, fête de l’Assomption Mgr Xavier de Merode, envoyé spécial, couronne solennellement la statue au nom du pape Pie IX.
En novembre 1944, l’église et les maisons voisines sont fortement endommagés par une bombe volante allemande V-1. Seize personnes y perdent la vie. La statue de Virga Jessé, fut retrouvée quasi intacte sous les décombres. L’église fut reconstruite et ouverte à nouveau au culte en 1951.
Le 6 mai 1998 le pape Jean-Paul II érige l’église Notre-Dame Virga-Jessé en Basilique mineure, reconnaissant ainsi son importance comme centre de pèlerinages mariaux.

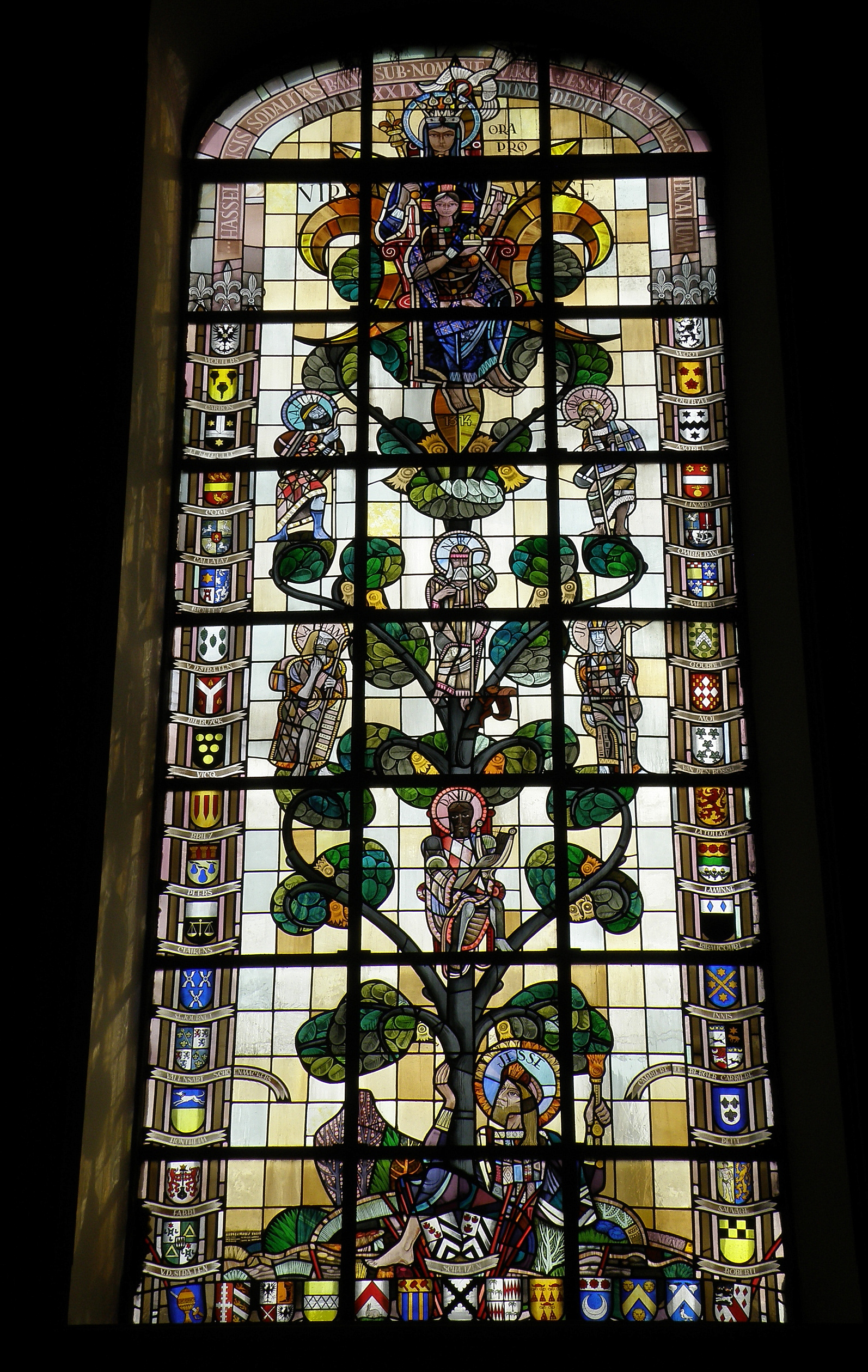
Le vitrail de l'Arbre de Jessé

## Patrimoine
- La statue Virga Jessé, haute d’un mètre environ, fut sculptée dans un seul bloc de chêne. La Vierge Marie est couronnée et porte l’Enfant-Jésus sur le bras gauche. Son attitude et l’expression du visage la font dater du début du XIVe siècle. Elle survécut à la furie iconoclaste et au bombardement du 4 novembre 1944, qui détruisit l’église et une partie de la rue (Kapelstraat).
- le maître autel est une œuvre du sculpteur baroque liégeois Jean Del Cour. Il provient de l’abbaye de Herkenrode.
- deux monuments funéraires proviennent de l'abbaye de Herkenrode (dans le transept) :
  - celui de Anne Catherine de Lamboy (1609-1675), abbesse de Herkenrode, est œuvre du sculpteur Artus Quellinus le Jeune.
  - celui de Barbara de Rivière d’Arschot (nl) (1666-1744), abbesse de Herkenrode, est œuvre du sculpteur gantois Laurent Delvaux.
- Les confessionnaux, exécutés par le sculpteur Janssens de Saint-Trond, datent de 1858-1867. L’un d’eux porte une plaque en cuivre rappelant que le bienheureux  Valentin Paquay y entendait les confessions lorsqu’il était en résidence à Hasselt.
- L’orgue, du facteur d’orgue Arnold Clerinx, se trouve dans la basilique depuis 1952. Monté en 1860 il se trouvait auparavant dans la salle Sainte Elisabeth à Anvers. Il fut restauré en 2003.
- Les vitraux, dont l’un illustre l’Arbre de Jessé.